# Eszenyi Enikő

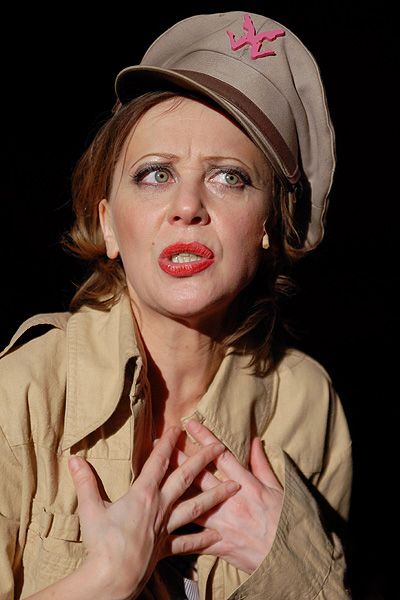
A Gyönyörben nincs középút című előadásban

Eszenyi Enikő (Csenger, 1961. január 11. –) Kossuth- és Jászai Mari-díjas magyar színésznő, színházi rendező, érdemes művész, a Halhatatlanok Társulatának örökös tagja, 2009 és 2020 között a Vígszínház igazgatója. 2015-ben és 2016-ban a Forbes őt választotta a legbefolyásosabb magyar nőnek a kultúrában. 2023-ban Európa színészének választották.

## Életpályája
A Szabolcs-Szatmár megyei Csengerben született 1961-ben. Édesanyja tanítónő, édesapja egy sportklub gazdasági szakembere, nagyapja, Eszenyi Sándor pedig matematika-fizika szakos tanár és iskolaigazgató volt, aki hegedült, dalokat írt, színházat, kórust szervezett, és távoli rokona Eszenyi Olga színésznőnek is.
A színészettel a debreceni Agrártudományi Egyetem színészcsoportjában ismerkedett meg, majd a Csokonai Színház stúdiójának növendéke lett, amelyet Rencz Antal vezetett. Itt tanította beszédre Csikos Sándor, valamint tanára volt még Varga Magda és Tréfás György.
Felsőfokú tanulmányait a budapesti Színház- és Filmművészeti Főiskolán végezte, ahol színésznőként szerzett diplomát 1983-ban. Mesterei Horvai István és Kapás Dezső voltak. A Vígszínházban töltötte kétéves főiskolai gyakorlatát, majd 1983-ban oda is szerződött.
Színészként számos fontos szerepet eljátszott már a drámairodalom remekműveiből, elsősorban Shakespeare nőalakjai közül Lady Annát, Lady Macbethet, Kleopátrát, Rosalindát, Violát, a Lear királyban pedig Cordéliát és a Bolondot. Emlékezetes alakításai között szerepel Szent Johanna (Shaw:Szent Johanna), Nasztya (Gorkij: Éjjeli menedékhely), Blanche (Tennessee Williams: A vágy villamosa), Margaret (Tennessee Williams Macska a forró tetőn), Alison (Osborne: Dühöngő ifjúság), Nóra (Henrik Ibsen Nóra), Lulu (Frank Wedekind: Lulu), Ranyevszkaja (Anton Pavlovics Csehov Cseresznyéskert). Színészi munkáját a szakma több előadásban is a legjobb alakításért járó díjjal jutalmazta. Az elmúlt évadokban három új szerepben lépett színpadra: Hadar Galron Mikve és Yasmina Reza Az öldöklés istene című darabjában, valamint Bertolt Brecht Jóembert keresünk című drámájában, melyben főszerepet játszik. Ez az alakítása - Sen Te / Sui Ta megformálása - az elmúlt évek egyik legnagyobb színészi sikere lett.
Eszenyi Enikő 1991-ben kezdett rendezni. Első bemutatójára a Budapesti Kamaraszínházban került sor, ahol Büchner Leonce és Lénáját állította színpadra, amely hét díjat nyert az 1991-es Országos Színházi Találkozón – köztük a legjobb rendezésért járó elismerést és a legjobb férfi illetve legjobb női főszereplőnek járó díjakat is –, és nagy sikerrel játszották további öt évadon keresztül.
Következő évadban Marton László igazgató felkérésére a Vígszínház nagyszínpadán megrendezte a West Side Story-t, mellyel ismét elnyerte a legjobb rendezés díját. Következő munkája – Kleist Heilbronni Katicája – is hasonló szakmai- és közönségsikert aratott és elnyerte a legjobb díszlet és a legjobb jelmez díját, és az egyik színész munkáját a legjobb férfi mellékszereplőnek járó díjjal honorálták.
Shakespeare-rendezéseinek első állomása a Pozsonyi Nemzeti Színház Ahogy tetszik című előadása volt, melynek bemutatójára 1996-ban került sor, és ez elnyerte a Nyitrai Nemzetközi Színházi Fesztiválon a legjobb női- illetve férfi-főszereplőknek járó díjat és a legjobb rendezésért járó elismerést is. Öt évvel később, 2002-ben ismét jelölték erre a rangos díjra, az Antonius és Kleopátráért, amit a pozsonyi Nemzeti Színházban rendezett. A kétezres évek elején a prágai Nemzeti Színházban és a Vígszínházban is megrendezte a Sok hűhó semmiért című vígjátékot, és Prágában színpadra állította a Tévedések vígjátékát illetve aVízkereszt vagy amit akartok című műveket. Shakespeare-rendezéseinek fontos darabja az Othello, amit 2009 őszén mutatott be a Vígszínház, Eszenyi Enikő első igazgatói évadának nyitó- és programadó előadásaként. 2011 márciusában pedig az ő rendezésében mutatták be a Rómeó és Júliát, melyet azóta is sikerrel játszanak, és már több mint 35 000-en látták.
Külföldi rendezői karrierjének folytatásaként 2003 őszén a prágai Bez Zábrádli Színházban megrendezte Örkény István Tóték című abszurdját, 2005-ben pedig Lope de Vegától A kertész kutyáját a prágai Nemzeti Színházban. Európai rendezői sikereinek köszönhetően meghívást kapott a washingtoni Arena Stage-től, ahol 2004 januárjában színpadra állította Bertol Brecht Egy fő az egy fő című drámáját.
Külföldi munkái mellett fáradhatatlanul rendezett Budapesten a Vígszínházban illetve a Pesti Színházban. A klasszikus drámairodalom remekművei közül színpadra állította Osztrovszkij Négy lába van a lónak, mégis megbotlik és Beumarchais Figaro házassága című drámáját; a kortársak közül pedig Grumberg Varrónők; Winterberg-Rukov-Hansen Az ünnep és Tracy Letts Augusztus Oklahomában című művét. Az Augusztus Oklahomában rendezése több szakmai elismerést illetve díjat kapott, és sikerrel szerepelt a Pécsi Országos Színházi Találkozón. Kortárs drámák iránti vonzalmának jele, hogy 2011-ben megrendezte Simon Stephens Punk Rock-ját, most pedig Hanoch Levin Átutazók című színművének rendezésén dolgozik.
Eszenyi Enikő otthonosan mozog a zenés színházi műfajokban is. Két operettet is rendezett: a Bál a Savoybant a Budapesti Operettszínházban és a Marica grófnőt a Szegedi Szabadtéri Játékokon. A legutóbbi vígszínházi rendezései közül a Hegedűs a háztetőn és A lovakat lelövik, ugye? nagy közönségsiker, és kivívta a kritika elismerését is. 2008-ban és 2010-ben zsűritag volt a TV2 Megasztár című tehetségkutató műsorában.
Több mint 25 nagyjátékfilmben és legalább ugyanennyi tévéfilmben szerepelt. Filmes alakításaiért több szakmai- és közönségdíjat is magáénak tudhat. Önálló estjeivel pedig – melyből öt készült – országszerte nagy sikereket aratott.
Eszenyi Enikő munkásságát nemcsak szakmai díjakkal és elismerésekkel, de több állami kitüntetéssel jutalmazták: a Jászai Mari-díj és az Érdemes Művész elismerés után 2002-ben megkapta a Kossuth-díjat, ami a legrangosabb magyar állami kitüntetés, 2007-ben pedig a Magyar Köztársaság Tisztikeresztjét. 2010-ben a Magyar Kultúra Nagykövetének választották. 2012 januárjában az Év Embere díjazottjai közé választották, és elnyerte az Év Művésze 2011 díjat.
2009. február 1-jén a Vígszínház igazgatójának nevezték ki. Igazgatóként fontos volt számára, hogy a társulattal közösen, a hagyományokat megőrizve, új energiákkal szülessen újra a színház, amely erőteljes, friss, mai hangon tud szólni közönségéhez. Megbízatása 2020. június 30-ig szólt.
2020-ban ismét pályázott az intézmény vezetésének folytatására. 2017-ben Néder Panni, majd 2020 márciusának elején több, korábbi vígszínházi színész nyílt levélben állt ki az igazgatónő ellen, azt állítva, hogy a súlyosan bántalmazó, abuzív és ellehetetlenítő viselkedése közrejátszott abban, hogy távoztak a színházból. A nyílt levélhez később további kollégák, munkatársak és korábbi társulati tagok is csatlakoztak. Többen megszólaltak saját történeteikkel a médiában, azt állítva, hogy az igazgatónő rendszeres verbális és fizikai abúzusok, munkával kapcsolatos ellehetetlenítés és autokratikus stílus mellett vezeti, vezette az intézményt. A színészek elmondása szerint Eszenyi a próbák alatt rendszeresen minősíthetetlen hangon ordítozva, nyilvánosan megalázta egyes kollégáit, de négyszemközt a viselkedése gyakran tettlegességig is fajult. Volt, akihez az irodájában a cipőjét is hozzávágta.  
Eszenyi Enikő csak részben tagadta a vádakat, illetve az esetleges általa elkövetett abúzusokat a gyakran feszültségekkel teli színházi próbák és munkafolyamatok természetes velejárójaként próbálta beállítani, ami színházi berkekben és a nyilvánosságban csak még nagyobb felháborodást keltett, valódi cáfolattal azonban egyáltalán nem állt elő sem akkor, sem a későbbiekben. Addigra már 245 vígszínházi munkatárs kérte a főpolgármestertől, hogy vizsgálja ki a teátrumban történt abúzusokat és hatalommal való visszaéléseket. Eszenyi Enikő ezen a ponton, 2020. március 19-én visszavonta a pályázatát, és befejezte vígszínházi munkáját. Az ellene felhozott vádakat, miszerint módszeresen és szándékosan, intézményvezetői hatalmával és kogkörével visszaélve alázta meg kollégáit, továbbra sem ismerte el és bocsánatot sem kért soha sem nyilvánosan, de közvetlenül érintett munkatársai szerint még négyszemközt sem.  Helyét Rudolf Péter vette át.
2023 tavaszán a Játékszínben tért vissza Budapesten a színpadra, ugyanis megkapta a Csodálatos vagy, Júlia! című darab főszerepét. A próbafolyamat alatt eltörte a csuklóját, azért a bemutatót el kellett halasztani.

### Magánélete
Férje Kaszás Attila színművész volt, akitől 18 évnyi házasság után 2001-ben elvált. Nyolc évig élt együtt Milan Mikulčík szlovák színésszel, majd több évig Kamondi Zoltán filmrendezővel.

## Munkássága

### Színpadi szerepei
- Shakespeare: Szentivánéji álom (Tündér)
- Szép Ernő: Május (a Lány)
- Beckett: Az utolsó tekercs (Nő)
- Csurka: Ki lesz a bálanya? (A lány)
- Jellicoe: A csábítás trükkje (Nancy) (Zalaegerszeg)
- Mrożek: Tangó (Ala)
- Kern András–Sándor Pál: Ragyogj, ragyogj, csillagom! (Kriszja)
- Vörösmarty: Csongor és Tünde (Tünde) (Eger)
- Hampton: Veszedelmes viszonyok (Tourvelné)
- Ionesco: A különóra (A tanítvány)
- Ionesco: A kopasz énekesnő (Mary)
- Gyurkovics: Fekvőtámasz (Ibi)
- Levin: Veronica szobája (Lány)
- Csurka: Vizsgák és fegyelmik (Szenci Éva)
- Kornis Mihály: Kozma (Csilla)
- Kornis Mihály: Körmagyar (fiatalasszony)
- Gorkij: Éjjeli menedékhely (Nasztya)
- Dolly Roll–Böhm György: Egy tenyér, ha csattan (Janet Shirley) (Rock Színház)
- Vargas Llosa: Pantaleón és a hölgyvendégek (Brazilka hölgyvendég)
- Niccodemi: Hajnalban, délben, este (Anna)
- Ibsen: A nép ellensége (Petra)
- Brecht–Weill: Koldusopera (Lucy)
- Eisemann–Zágon: Fekete Péter (Claire)
- Feydeau: Balek (szobalány)
- Shakespeare: III. Richárd (Lady Anna)
- Shakespeare: Ahogy tetszik (Rosalinda)
- Shakespeare: Macbeth (Lady Macbeth)
- Shakespeare: Ahogy tetszik (Rosalinda) (Miskolc)
- Shakespeare: Vízkereszt, vagy amit akartok (Viola)
- Molnár: Játék a kastélyban (Annie)
- Molnár: Liliom (Juli)
- Osborne: Dühöngő ifjúság (Alison)
- Turgenyev: Egy hónap falun (Natalja)
- Békés Pál: Össztánc
- Shaw: Szent Johanna (Johanna)
- Szomory: Hermelin (Tóth Hermin)
- Gurney: Sylvia (Sylvia)
- Szigligeti Ede: Liliomfi (Mariska)
- Anouilh: Colombe (Colombe)
- Tennessee Williams: A vágy villamosa (Blanche)
- Tennessee Williams: Macska a forró bádogtetőn (Margaret)
- Henrik Ibsen: Nóra a babaházban (Nóra)
- Shakespeare: Antonius és Kleopátra (Kleopátra)
- Eisemann–Békeffi–Éri Halász: Egy csók és más semmi (Annie)
- Dodo Gombár: Ég és nő között (A nő)
- Schiller: Stuárt Mária (Stuárt Mária)
- Lope de Vega: A kertész Kutyája (Diana, Belflor grófnője)
- Csehov: Cseresznyéskert (Ranyevszkaja, Ljubov Andrejevna, földbirtokosnő)
- Frank Wedekind: Lulu - Lulu
- Galron: Mikve
- William Somerset Maugham: Csodálatos vagy, Júlia! (Julia Lambert, színésznő)

### Tévészerepei
- Heten Budapest ellen
- Én és a kisöcsém
- Börtönkarrier
- A hét akasztott
- A kaméliás hölgy
- A hirdetés
- Szakíts helyettem
- Területrendezés
- Liszt Ferenc élete (sorozat)
- A szembesítés eredménytelen
- Fürdő show
- Síremlék Pilinszky János színművének
- Csalással nem!
- A lázadó
- A tribádok éjszakája
- A félelem fokozatai
- Az ibolya
- Lement a hold
- Kémeri (sorozat)
- Rutinmunka
- Molitor-ház
- Szemet szemért
- Gül baba
- Szarkofág
- Biblia
- Szomorú keringő (szlovák film)
- Csodálatos vadállatok
- Gyilkosság két tételben
- Privát kopó (sorozat)
- Rádióaktív BUÉK!

### Filmszerepei
- Cha-Cha-Cha (1982)
- Hatásvadászok (1982)
- Boszorkányszombat (1983)
- Az élet muzsikája (Kálmán Imréről) (1984)
- Angyali üdvözlet (1984)
- Idegenek (1985), r.: Mihályfy Sándor
- A tanítványok (1985)
- Megfelelő ember kényes feladatra
- Eldorádó (1988)
- Hanussen (1988)
- Tanmesék a szexről (1988)
- Amerikából jöttem... (1989)
- Eszterkönyv (1989)
- Hecc (1989)
- A legényanya (1989)
- Orfeusz
- Csapd le csacsi! (1990)
- A skorpió megeszi az ikreket reggelire (1991)
- Halálutak és angyalok (1991)
- Sztracsatella (1995)
- Szappanbuborékok (1995)
- Csajok (1995)
- Szeressük egymást gyerekek! (1996)
- Ég a város, ég a ház is (1995)
- Papsajt (2001)
- Torzók (2001)
- Kontroll (2003)
- Alterego (2007)
- Overnight (2007)
- Utolsó jelentés Annáról (2009)
- Dumapárbaj (2014)
- Gondolj rám (2015)

#### Önálló produkciói
- Önálló est
- A combok csókja
- PingSzving (írta és rendezte: Böhm György)
- Dodo Gombár: Ég és nő között
- A gyönyörben nincs középút Zeneszerző: Darvas Ferenc és Melis László (2007)

### Rendezései
- Büchner: Leonce és Léna (Budapesti Kamaraszínház)
- Bernstein: West Side Story (Budapest, Vígszínház)
- Kleist: A heilbronni Katica avagy a tűzpróba (Budapest, Vígszínház)
- Brecht: Baal (Budapest, Vígszínház)
- Labiche: Olasz szalmakalap (Budapest, Vígszínház)
- Brecht: Kispolgárnász (Pesti Színház)
- Shakespeare: Sok hűhó semmiért (Vígszínház)
- Shakespeare: Antonius és Kleopátra (Vígszínház)
- Grumberg: Varrónők (Pesti Színház)
- Ábrahám Pál: Bál a Savoyban (Budapesti Operettszínház)
- Osztrovszkij: Négy lába van a lónak, mégis megbotlik (Pesti Színház)
- Beaumarchais: Figaro házassága (Vígszínház)
- Shakespeare: Tévedések vígjátéka (Vígszínház)
- Thomas Vinterberg, Mogens Rukov és Bo Hansen: Az ünnep (Pesti Színház)
- Tracy Letts: Augusztus Oklahomában (Vígszínház)
- Shakespeare: Othello (Vígszínház)
- J. Stein - J. Bock - S. Harnick: Hegedűs a háztetőn (Vígszínház)
- Heltai Jenő: Lumpáciusz Vagabundusz (Vígszínház)
- Ha majd egyszer mindenki visszajön (Vígszínház)
- Presser-Adamis-Déry-Pós: POPFESZTIVÁL 40 (Vígszínház)
- Hanoch Levin: Átutazók (Vígszínház)
- Horace McCoy: A lovakat lelövik, ugye? (Vígszínház)
- Simon Stephens: Punk rock (Pesti Színház)
- Shakespeare: Rómeó és Júlia (Vígszínház)
- Mike Bartlett: Földrengés Londonban (Vígszínház)
- Nádas Péter: Találkozás (Pesti Színház)
- Shakespeare: Hamlet (Vígszínház)
- Charlie Chaplin: A diktátor (Vígszínház)
- Szirmai-Bakonyi-Gábor: Mágnás Miska (Vígszínház)
- John Cassavetes: Premier (Vígszínház)
- Julius Brammer - Kálmán Imre - Alfred Grünwald: A cirkuszhercegnő (Kecskeméti Katona József Színház)
- Kurt Weill - Bertolt Brecht: Koldusopera (Szigligeti Színház)

#### Külföldi rendezései
- Shakespeare: Sok hűhó semmiért (Cseh Nemzeti Színház)
- Shakespeare: Ahogy tetszik (Szlovák Nemzeti Színház)
- Shakespeare: Tévedések vígjátéka (Cseh Nemzeti Színház)
- Shakespeare: Vízkereszt vagy amit akartok (Cseh Nemzeti Színház)
- Shakespeare: Antonius és Kleopátra (Szlovák Nemzeti Színház)
- Örkény István: Tóték (Prága, Bez Zabradli)
- Brecht: Egy fő az egy fő (Washington, Arena Stage)
- Lope de Vega: A kertész kutyája (Cseh Nemzeti Színház)

### Lemezei
- E Tango Előadás-Képgaléria
- Micimackó
- Hamupipőke és más Grimm mesék

### Könyve
- Igyime Prága (Argumentum Kiadó, 2001)

## Díjai, elismerései
- Ruttkai Éva-emlékdíj (1988)
- Varsányi Irén-emlékgyűrű (1989)
- Ajtay Andor-emlékdíj (1989, 1990, 1992, 2001, 2006, 2013)
- Jászai Mari-díj (1989)
- Színikritikusok díja (1989, 1990, 1991,1993, 2000, 2013)
- A legjobb epizódalakítás díja (1990)
- TV-kritikusok díja (1990)
- Színházi Találkozó legjobb női epizódalakítás díja (1990)
- Színházi Találkozó legjobb rendezés díja (1991, 1995)
- Erzsébet-díj (1993)
- TV-nívódíj (1993)
- Hekuba-díj (1994)
- Érdemes művész (1996)
- Filmszemle legjobb női alakítás díja (1996)
- Legjobb rendezés díja (Nyitrai Fesztivál) (1996)
- Magyar Filmkritikusok Díja – Legjobb női alakítás díja (1997)
- Kossuth-díj (2001)
- Súgó Csiga díj (2001)
- Hevesi Sándor-díj (2001)
- Legjobb színészi alakítás díja (Szarajevói Nemzetközi Színházi Fesztivál) (2004)
- Colombina-díj a legjobb női alakításért (Vidor Fesztivál) (2004)
- Harsányi Zsolt-díj (2005)
- A Magyar Köztársasági Érdemrend tisztikeresztje (2007)
- Gundel művészeti díj (2007)
- Magyar Filmkritikusok Díja – Legjobb női epizódszereplő (2008)
- Roboz Imre-díj (2011)
- Radnóti Miklós antirasszista díj (2011)
- Prima díj (2013)
- Örökös tag a Halhatatlanok Társulatában (2013)
- Magyar Toleranciadíj (2013)
- Belváros-Lipótváros díszpolgára (2015)[19]
- Szent-Györgyi Albert Emlékérem (2016)[20]
- Páger Antal-színészdíj (2017)
- Budapest XIII. kerület díszpolgára (2017)
- Pro Urbe Budapest-díj (2018)[21]
- Európa Színésze Nemzetközi Színházi Fesztivál életműdíja (2023)[22]